# 斯泰尔纳蒂亚
斯泰尔纳蒂亚（義大利語：Sternatia），是意大利莱切省的一个市镇。总面积16平方公里，人口2478人，人口密度154.9人/平方公里（2009年）。ISTAT代码为075080。